# 미르틸로스
미르틸로스(그리스어: Μυρτίλος)는 그리스 신화의 등장인물로, 헤르메스와 테오불레(혹은 아마조네스인 미르토, 다나오스의 딸 파에투사, 혹은 클리메네, 클리티에, 클레오불레) 사이의 아들이다. 미르틸로스는 엘리스 지역 피사의 왕인 오이노마오스 왕의 마부였다.

미르틸로스는 마차 경주에 이겨 오이노마오스의 딸 히포다메이아를 차지하려는 펠롭스가 자신을 도와주면 히포다메이아와 초야를 보내게 해 주겠다고 제안하자 경주 전날 마차의 굴대못을 청동에서 밀랍으로 된 것으로 바꿔 끼웠다. 경주 중에 오이노마오스는 마차가 부서져 죽고, 펠롭스는 히포다메이아를 차지하였다. 그러나 미르틸로스가 펠롭스의 약속한 권리를 얻겠다며 히포다메이아를 겁탈하려 하자 펠롭스는 미르틸로스를 절벽에서 밀어 살해했다. 미르틸로스는 죽으면서 펠롭스를 저주했고, 펠롭스의 가계는 아트레우스, 티에스테스, 크리시포스, 아가멤논, 아이기스토스, 메넬라오스, 오레스테스에 이르기까지 범죄와 살해로 얼룩지게 되었다.